# 政府宣傳片
政府宣傳片是由政府所製作的宣传廣告，通常和市民的生活息息相關。

## 各地的政府宣傳片例子

### 英國
英國的政府宣傳片稱作public information film，由1960年代至現在的製作也是較為直接及逼真而具阻嚇作用的，其製作方式往往被各地政府倣效。例如車禍、觸電、火災的情況，提醒人民小心。其中在1977年一套政府宣傳片《終點線》中，模擬學生的運動會在火車路軌進行，結果一名學生被火車撞死，目的是叫小朋友提防走入路軌。英國的政府宣傳片以往較普遍在英國廣播公司旗下的電視頻道深夜收台之前播映，鮮有在獨立電視台等私營電視台播出。在深夜收台前播出的政府宣傳片在播放到最後會以英國廣播公司電台主持人即場說出「（以上是政府宣傳片）」作結。片長方面主要是30秒鐘，也有近1分鐘，甚至有9分鐘的播放時間。

### 香港
香港由於曾被英國統治，所以其製作方式也是和英國一樣。有人認為，這樣做法是因當時香港人的教育水平比較低，所以需要以驚嚇逼真的效果令市民留下深刻的印象。而宣傳片則分為兩種，其中一種為「報告板」，即是只有一些文字和圖畫，並沒有拍攝片段，再由電視台的旁白員讀出宣傳的內容，最早的宣傳片可以追朔至1981年；而另一種是由演員的演出，再加上字幕和音樂的宣傳片，而製作出來的效果十分逼真，在70年代較為常用。內容通常講及交通安全、防火、禁毒、衛生、治安及家居安全方面，並且利用實物拍攝，使觀眾留下深刻的印象。但1997年香港主權移交後，製作方針便改為溫馨、有趣。2000年，取消使用「報告板」作宣傳之用。通常這些政府宣傳片只有30秒，在1988年，香港政府曾在本港兩家電視台（無綫及亞視）續牌的時候，要求在60分鐘的節目內，撥出1分鐘播放政府宣傳片。香港的政府宣傳片是由政府新聞處製作。但是有輿論認為，現時的政府宣傳片較為無聊、通俗，議員張超雄認為當局運用權勢及資源播放「政府宣傳片」是政府霸權的具體表現，李柱銘大律師認為政府宣傳片使當局壟斷媒體作「政銷平台」，是一種洗腦工具。。前公務員事務局長王永平認為，政府宣傳片屬政治廣告，然而根據現時廣管局的規定，任何電視台及電台不得播放除政府宣傳片外任何政治廣告。
由2011年起，大部分政府宣傳片都轉為高清長寬比（16:9）格式，在香港電視娛樂及有線寬頻開電視播放的啟播前首播的採用高清長寬比（16:9）格式的政府宣傳片，大部分以標清長寬比（4:3）格式播出。

### 日本
日本的政府宣傳片是稱為「政府公報」，經常以由一位人士讀出內容，再加插有關的圖片。

### 新加坡
新加坡政府曾在1999年製作了一段有關吸煙危害健康的宣傳片，極具嚇阻效果，在當時播出後，便即有大量煙民戒煙。

### 台灣
台灣是以政令宣導字卡作為政府的宣傳方式，由早期台灣三家電視台，宣導政府的一些政令，或宣佈一些公告事項等所需透過電視媒體所傳達的訊息字卡之一。此類靜態紙卡以台視與中視使用次數較多，但這些宣傳方法並沒有以影片宣傳的效果更好。

## 外部連結
- 擁有大量懷舊香港政府宣傳片的 YouTube VCRCommercial (VCRBase)頻道
- 一節有關防火的政府宣傳片(1992年) （页面存档备份，存于）
- The Scary Side of Public Service Annoucements and Public Information Films （页面存档备份，存于）